# コンサルタント
コンサルタント（英: consultant）は、コンサルティングを行う個人・会社。顧問、相談役。日本ではコンサルと略される。

## 概要
コンサルタント (ラテン語：consultare「熟考する」から) は、専門分野においてアドバイスやサービスを提供する専門家である。
ハーバード・ビジネス・スクールはコンサルタントを「専門分野における特定のプロセスをどのように修正し、進め、合理化するか」について助言する人であると定義している。
コンサルタントは、経営コンサルティングのみならず、あらゆる業種に付帯して存在する。

## コンサルタント協会・組織
コンサルタントはあらゆる業種に付帯して存在する。以下は一例であり、ウィキペディア日本語版に記事があるものである。カッコ書きは関連するコンサルタントの協会・団体である。

### あ行
- ITコンサルタント（特定非営利活動法人 ITコンサルタント協会）
- ISOコンサルタント（Jicca－日本ISOコンサルティング協会）
- IAEAにおける「Innovative reactors and fuel cyclesに関するコンサルタント」
- アンガーマネジメントコンサルタント（日本アンガーマネジメント協会）[2]
- 医業経営コンサルタント（社団法人・日本医業経営コンサルタント協会）
- 医院開業コンサルタント（社団法人 日本医院開業コンサルタント協会：JPCA）
- イメージコンサルタント（AICI 国際イメージコンサルタント協会 BLOSSOMマナー&イメージコンサルタント協会（BMIA））
- AIコンサルタント（日本AIコンサルティング協会）
- 音楽コンサルタント（音楽コンサルタント協会）

### か行
- カラーコンサルタント　（一般社団法人 全日本カラースタイルコンサルタント協会）
- ガーデニングコンサルタント（特定非営利活動法人日本ガーデニングコンサルタント協会）
- 環境コンサルタント
- 片づけコンサルタント・収納コンサルティング（一般社団法人 改善整理コンサルタント協会、一般社団法人 日本片づけ整理収納協議会、一般社団法人 ハウスキーピング協会）
- 観光コンサルタント
- 管路診断コンサルタント（管診協；管路診断コンサルタント協会）
- 株式公開コンサルタント
- 技術コンサルタント
- 企業存続コンサルタント（国際企業存続コンサルタント協会（IESCA））
- きものコンサルタント（社団法人 きものコンサルタント協会、京都きものコンサルタント協会）
- キャリア・コンサルタント（標準レベルキャリア・コンサルタント 日本キャリア開発協会 JCCA|特定非営利活動法人日本キャリア・コンサルタント協会)
- 空間情報コンサルタント
- 経営コンサルタント（株式会社 経営コンサルタント協会、経営総合コンサルタント協会）
- 建設コンサルタント（日本の建設コンサルタント一覧, JCCA 社団法人 建設コンサルタンツ協会, 一般社団法人 山梨県建設コンサルタンツ協会　など）
- 建築コンサルタント
- 計量器コンサルタント（東京都計量器コンサルタント協会）
- 計測コンサルタント（計測コンサルタント協会）
- 経営技術コンサルタント（経営技術コンサルタント協会）
- 公共政策コンサルタント
- 国際イメージコンサルタント（AICI国際イメージコンサルタント協会｜東京チャプター）
- 構造調査コンサルタント（一般社団法人 構造調査コンサルティング協会、一般社団法人中四国構造コンサルティング協会等。耐震判定委員会窓口を務める）
- コミュニケーション・コンサルタント
- 企業再生コンサルタント（CRC 企業再建・承継コンサルタント協同組合）

### さ行
- サイバーセキュリティコンサルタント(JNSA - 日本ネットワークセキュリティ協会)
- 再開発コンサルタント（全国市街地再開発協会）
- 産業安全コンサルタント（産業安全コンサルタント協会）
- 財産コンサルタント（アックス財産コンサルタンツ協会）
- 食品衛生コンサルタント（長野県食品衛生コンサルタント協会）
- 上下水道コンサルタント（社団法人 全国上下水道コンサルタント協会）
- 人事コンサルタント（人事コンサルタント協会）
- 森林コンサルタント
- 消費生活アドバイザー・コンサルタント（Nacs [公益社団法人 日本消費生活アドバイザー・コンサルタント協会)
- 証券コンサルタント（東京証券コンサルタント協会）
- ステイヤングコンサルタント（日本ステイヤングコンサルタント協会）
- GMP診断・コンサルタント
- シーティング・コンサルタント（日本シーティング・コンサルタント協会）
- 水産コンサルタント（海外水産コンサルタンツ協会）
- 脳開コンサルタント（脳開コンサルタント協会）
- 管路診断コンサルタント（管路診断コンサルタント協会（略称：管診協）
- 商業コンサルタント（日本商業コンサルタント協会）
- セキュリティコンサルタント (全国警備業協会)
- 選挙コンサルタント
- 宣伝コンサルタント（日本宣伝コンサルタント協会）
- 造園コンサルタント

### た行
- タックスコンサルタント（アジア・オセアニア・タックスコンサルタント協会）
- 地質コンサルタント
- 都市計画コンサルタント（日本の都市計画コンサルタント・社団法人都市計画コンサルタント協会）
- 着装コンサルタント（全日本着装コンサルタント協会）
- 中小企業設計コンサルタント（三重県中小企業設計コンサルタント協会）
- 賃金年金コンサルタント（JWPCA：日本賃金年金コンサルタント協会）
- 電子出版コンサルタント（日本電子出版コンサルタント協会）
- デザインコンサルタント（JDCA - 日本デザインコンサルタント協会）
- 図書館コンサルタント（西日本図書館コンサルタント協会）
- 投資コンサルタント

### な行
- 日文コンサルタント（日文コンサルタント協会）
- 日伯コンサルタント（ブラジル進出コンサルティング）
- 任意後見コンサルタント（特定非営利活動法人 任意後見コンサルタント協会）
- 農業土木コンサルタント
- 農業開発コンサルタント（社団法人 海外農業開発コンサルタンツ協会）

### は行
- 廃棄物コンサルタント（社団法人日本廃棄物コンサルタント協会）
- 美容コンサルタント
- 品質コンサルタント
- ビジネスコンサルタント（特定非営利活動法人日本ビジネス・コンサルタント協会）
- ブライダルコンサルタント（ABC（全米ブライダルコンサルタント協会） 日本オフィス、香川結婚コンサルタント協会など）
- プライバシーコンサルタント（JPCA｜日本プライバシーコンサルタント協会）
- ファミリーコンサルタント（特定非営利活動法人 ファミリー・コンサルタント協会）
- フードコンサルタント（日本フードコンサルタント協会）
- ファンドコンサルタント（日本ファンドコンサルタント協会）
- 国産豚肉コンサルタント（日本国産豚肉コンサルタント協会）
- 保障コンサルタント（日本保障コンサルタント協会）
- 補助金コンサルタント[3][4]
- 補償コンサルタント（JCC 社団法人 日本補償コンサルタント協会）
- 包装コンサルタント（日本包装コンサルタント協会）
- 舗装コンサルタント（舗装コンサルタント協会）
- ホテルレストランコンサルタント（日本ホテルレストランコンサルタント協会（JHRCA））

### ま行
- まちづくりコンサルタント
- マナー&イメージコンサルタント（BLOSSOMマナー&イメージコンサルタント協会（BMIA））

### ら行
- ランドスケープコンサルタント（社団法人ランドスケープコンサルタンツ協会）
- 林業経営コンサルタント
- 林業コンサルタント（社団法人長野県林業コンサルタント協会、海外林業コンサルタンツ協会）
- リスクマネジャー＆コンサルタント（特定非営利活動法人日本リスクマネジャー＆コンサルタント協会）
- 労務コンサルタント（協和労務コンサルタント協会）
- 和装コンサルタント（全日本和装コンサルタント協会、日本和装コンサルタント協会）

実際のコンサルタント例（五十音順）
- IT系技術コンサルタント - IT系技術コンサルタント参照
- イメージコンサルタント - 谷澤史子、神山まりあ、植田有紀子、ジャニカ・サウスウィック、山崎夏菜、中井信之、吉原珠央ら
- インバウンドビジネスコンサルタント - 村山慶輔など
- ウェルスコンサルタント - ロジャー・J・ハミルトンなど
- ウェブメディアコンサルタント - 落合正和など
- SEOコンサルタント - 市塚和美、酒匂雄二、住太陽など
- 営業コンサルタント - 本間直人など
- 音声表現コンサルタント - 松本和也など
- 片づけコンサルタント - 近藤麻理恵など
- 感染症コンサルタント - 岸田直樹など
- 海外出産・育児コンサルタント - ノーラ・コーリなど
- 楽器設計コンサルタント - 椎野秀聰など
- 介護コンサルタント - 斉藤正行など
- 環境コンサルタント - 環境コンサルタント参照
- 技術コンサルタント - 技術コンサルタント参照
- 企画コンサルタント - 中山大輔 (アーティスト)、三鬼商事など
- 企業向け再生エネルギー環境コンサルタント - 二見健太郎など
- 危機管理・メディア対応のコンサルタント - 窪田順生など
- 教育環境コンサルタント - 松永暢史など
- キャリアコンサルタント - キャリアコンサルタント参照
- 企業経営コンサルタント - 板倉雄一郎ほか
- 経営コンサルタント - 経営コンサルタント参照
- 経営教育コンサルタント - 川村真二など
- 業務効率化の専門コンサルタント - 壺阪龍哉など
- 減災コンサルタント - 饒村曜など
- 建設に関するコンサルタント - 建設に関するコンサルタント参照
- 建設コンサルタント - 建設コンサルタント参照
- コミュニケーション・コンサルタント - ガー・レイノルズ、倉林知子、ベンジャミン・ボアズ、高橋和の助、夏川立也、岡崎陽子、ひきたよしあき、NMBとまなぶくん、リサ・ハンナ、ビバリー・オダなど
- 公共政策コンサルタント - 田中淳一、細川甚孝、山辺美嗣、石井吉春、カルロス・ハビエル・デ・ボルボン＝パルマら
- 撮影コンサルタント - 安達貴など
- サービスコンサルタント - 秀島一生、福島規子など
- 財産戦略コンサルタント - 福田郁雄など
- 収納コンサルタント - 米田まりな、近藤麻理恵ら
- 商品企画コンサルタント - ナルテックなど
- 新規事業とIT戦略コンサルタント - 持田卓臣など
- 情報通信コンサルタント - 谷本真由美など
- 人事コンサルタント - 人事コンサルタント参照
- スポーツコンサルタント - 春日良一、長崎宏子、井上紘一、ニール・アダムス (柔道)、原晋など
- 石油開発コンサルタント - 藤原肇 (評論家)など
- 製品開発コンサルタント - 水野操など
- 政治コンサルタント - 政治コンサルタント参照
- ソーシャルメディアコンサルタント - 末広栄二、佐々木和宏など
- 相続対策コンサルタント - 福田郁雄、小野学 (実業家)など
- 著作権コンサルタント - 内田庶、スロウカーブなど
- 地域振興コンサルタント - 玉沖仁美、宇井美智子ら
- 通販コンサルタントタント - 池本克之など
- デジアナコンサルタント - 舘神龍彦など
- 店舗コンサルタント - 柴田陽子など
- デジアナコンサルタント - 舘神龍彦など
- デザインコンサルタント - デザインコンサルタント参照
- 都市計画コンサルタント - 都市計画コンサルタント参照
- 農業コンサルタント - 農業コンサルタント参照
- パーソナルコンサルタント - 石井美保など
- 話し方コンサルタント - 羽田徹、赤間裕子ら
- 販売コンサルタント - 吉田美紀、ベガス味岡、ゲルハルト・メルティンズなど
- ビザ取得に関するコンサルタント - 足利弥生など
- ビジネスコンサルタント - 中村司 (ビジネスコンサルタント)、細谷功、藤居讓太郎など
- PRコンサルタント - 槇徳子、大内優、藤田嘉子、Atsushi (ライフスタイルプロデューサー)など
- 美容コンサルタント - 藥真寺紀子、乗行周貴、アニタ・コルビーなど
- ファッション流通コンサルタント - 齊藤孝浩など
- 米進出コンサルタント - 長野慶太など
- 防犯コンサルタント - 吉川祐二、秋山博康など
- マネジメントコンサルタント・思考技術分野 - 飯久保廣嗣など
- マーケティング・コンサルタント - マーケティング・コンサルタント参照
- モータースポーツコンサルタント - 山本雅史など
- ユーモアコンサルタント - 矢野宗宏など
- 与信管理コンサルタント - 牧野和彦など
- ランドスケープコンサルタント - ランドスケープコンサルタント参照
- リスクマネジメントコンサルタント - リスク マネジメントコンサルタント参照
- 労働リスクコンサルタント - 福田貴子など

## 「コンサルタント」系資格例

### 日本
- 労働衛生コンサルタント[5](安全衛生技術試験協会)
- 労働安全コンサルタント（社団法人日本労働安全衛生コンサルタント会, 労働安全コンサルタント及び労働衛生コンサルタント規則）
- 技術士（日本技術士会）
- 中小企業診断士
- マンション管理士
- 認定経営コンサルタント
- 農薬安全コンサルタント（全国農薬協同組合:全国農薬安全指導者協議会）
- ライフコンサルタント資格
- キャリア・コンサルタント
- キャリア・コンサルティング技能士（キャリア・コンサルティング技能検定）
- シビルコンサルティングマネージャー
- 厚生労働省キャリア・コンサルタント能力評価試験
- 神奈川県トラック協会指定コンサルタント
- 補償業務管理責任者
- 照明士（照明コンサルタント資格）
- 情報処理安全確保支援士（RISS）（セキュリティコンサルタント資格）
- SAP認定コンサルタント

## 関連書籍
- 日本能率協会マネジメント・ライブラリー委員会、マネジメント・ライブラリー、白桃書房
- 鴨志田晃『コンサルタントの時代 21世紀の知識労働者』文藝春秋、2003

### 批判
- 日本ではコンサルタントを名乗るのに必須の資格や免許はない[6]。

- 江口克彦によれば、過去の資料や競合他社の実例を基に既に標準化されているパターン化された形式から戦略報告書としてまとめる業務を行い、契約した企業の相談相手となるようならば、これは「理屈と過去の数字で報告書をまとめ提言する評論家」である[7]。コンサルタントは対象としている事業分野の専門家ではなく、更に自分が不得意な分野についても「分からない」とは言わないので、利用者側はよく見極めなければならない[8]。

- コンサルしか知らなかった情報のコモディティ化・コロナ禍におけるデジタルトランスフォーメーションの進行の影響を受けている。他にもコンサルティングファームは人員を大幅に増やしているが、事業内容の比重は解決策提案から「解決策の実行支援」となってきているため、コンサルタントという肩書を持っていても戦略提案を担えず実行支援以降のフェーズしか経験のない者が増えている課題がある[9]。

- 「企業の業績拡大、経営改革には不可欠」との意見もあり、経営陣に代わって企業の舵取りをしているコンサルタントも少なくないものの、経営陣がコンサルタントの机上の空論的な経営理論に振り回されるとの批判がある。

- 世界的に、トップ校学生に外資系コンサルファームが人気となっているバブル現象が起きており、他業界の人材難を招いているとの批判がある。[10]。

- ファイザーは、ハーバード大学のマイケル・ポーター教授が重要な競争優位をもたらすと主張した「差別化戦略」（大型新薬開発に特化）を実践したにもかかわらず、新薬開発に失敗し続け、株価は42ドルから2008年の株式市場の暴落以前よ17ドルにまで下落してしまった。